# Байтеряков Микола Семенович
Байтеря́ков Мико́ла Семе́нович (*9 серпня 1923, село Варзі-Ятчі, Алнаський район — †31 березня 1997, місто Можга) — удмуртський поет, народний поет Удмуртської АРСР (1986), лауреат Державної премії Удмуртії (1985), член Спілки письменників СРСР (1958).
Перші вірші та розповіді опублікував в 1938 році в газеті «Дась лу!» та колективних збірках «Шудо пинал дыр» («Щасливе дитинство»; 1939) і «Будон» («Ріст»; 1940). В 1938—1940 роках вчився в Можгинському педагогічному училищі та відвідував літературний гурток Пилипа Александрова. Через хворобу був вимушений повернутись додому. Працював на Сарапульському цегляному заводі, на лісоповалі, будівництві залізниці Ува-Кільмезь, в колгоспі. Слідом за батьком в 1942 році призваний до армії, воював на фронтах Другої світової війни до кінця 1944 року в складі танкової бригади радистом-кулеметником. В кінці війни та після неї вчився у військово-політичному училищі. Нагороджений орденами Червоної Зірки та Вітчизняної війни II ступеня, медаллю «За відвагу». Фронтові переживання зобразив у автобіографічній повісті «Сьод валъёс» («Вороні коні»; 1995).
Після демобілізації в 1947 році працював завідувачем сільського клубу. Після закінчення в 1951 році дворічної обласної партійної школи в Іжевську працював інструктором та секретарем Алнаського та Малопургинського РК КПРС, співробітником газети «Ленінське знамення» (місто Можга). В 1959—1961 роках вчився на Вищих літературних курсах у Москві. Займався в семінарі Сергія Наровчатова. З 1974 року на професійній літературній роботі. Після першої збірки віршів «Кылбуръёс» («Вірші»; 1953) видав збірки «Гуртысь чуръёс» («Сільські строки»; 1959), «Шур ву сямен» («Ніби річка»; 1962), «Сюлэмме кузьмасько» («Дарую серце»; 1966), «Шур кутске ошмесысен» («Річка починається з джерела»; 1970), «Улонэз гажаса» («З любов'ю до життя»; 1973), «Кикыен вераськон» («Розмова із зозулею»; 1978), «Крезь бурд вылын» («На крилах гуслів»; 1981), «Солдатлэн данэз» («Слава солдата»; 1987).
Вірші Байтерякова перекладені більш як на 20 мов народів світу. Вони друкувались в журналах «Нева»,
«Дружба народів», «Наш сучасник», «Волга» та інших, видано декілька збірок російською мовою, в тому числі у Москві збірка «Черемха у цвіті» (1977). Поетичне дарування Байтерякова відрізняється глибоким ліризмом та наспіваністю. Сила його поезії — у поєднанні глибини зображення історії долі народів та особистих переживань героїв — поеми «Солдатъёс ке кошко» («Коли уходять солдати»; 1970) та «Эштэрек» (1958). Найулюбленіші мотиви лірики — мрії про втрачене кохання, мрія про романтичну дівчину — «Ыштэм кырзан» («Втрачена пісня»; 1958), цикл віршів про Лану. Багато віршів Байтерякова покладені на музику.
Микола Семенович є автором книг для дітей «Марзан» («Перли»; 1972) та «Куинь кызьпуос улын» («Під трьома березами»; 1980). Переклав на удмуртську мову вірші Лесі Українки, Сергія Єсеніна, Олександра Прокофєва та інших.

### Твори
- Вдоль серебряной Варзи: Стихи. Ижевск, 1969
- Над родником: Стихи. Ижевск, 1977
- Серебряная лодка: Стихи, поэма. Ижевск, 1989